# Staffordshire
Staffordshire är ett ceremoniellt och administrativt grevskap i West Midlands, England. Den största staden är Stoke-on-Trent, som inte tillhör det administrativa grevskapet. Andra större orter är Lichfield, Stafford, Burton upon Trent, Cannock, Newcastle-under-Lyme och Tamworth. Grevskapet var fram till 1974 något större än det nuvarande och omfattade bland annat Wolverhampton, Walsall och West Bromwich, som numera tillhör storstadsområdet West Midlands.
Landskapet i norra och södra Staffordshire är bergigt medan de centrala delarna består av lågland. Floden Trent som har sin källa i Staffordshire är en av Englands största floder. I Staffordshire utvinns kol- och järnfyndigheter.

## Administrativ indelning
Det administrativa grevskapet Staffordshire omfattar hela det ceremoniella grevskapet Staffordshire med undantag för det område som administreras av enhetskommunen Stoke-on-Trent.
| Nr | Distrikt / Enhetskommun | Administrativt grevskap | Distrikt i det ceremoniella grevskapet Staffordshire                              |
| -- | ----------------------- | ----------------------- | --------------------------------------------------------------------------------- |
| 1  | Stoke-on-Trent          | Stoke-on-Trent          | Rött: Administrativa grevskapet Staffordshire Gult: Enhetskommunen Stoke-on-Trent |
| 2  | Newcastle-under-Lyme    | Staffordshire           | Rött: Administrativa grevskapet Staffordshire Gult: Enhetskommunen Stoke-on-Trent |
| 3  | Staffordshire Moorlands | Staffordshire           | Rött: Administrativa grevskapet Staffordshire Gult: Enhetskommunen Stoke-on-Trent |
| 4  | Stafford                | Staffordshire           | Rött: Administrativa grevskapet Staffordshire Gult: Enhetskommunen Stoke-on-Trent |
| 5  | East Staffordshire      | Staffordshire           | Rött: Administrativa grevskapet Staffordshire Gult: Enhetskommunen Stoke-on-Trent |
| 6  | South Staffordshire     | Staffordshire           | Rött: Administrativa grevskapet Staffordshire Gult: Enhetskommunen Stoke-on-Trent |
| 7  | Cannock Chase           | Staffordshire           | Rött: Administrativa grevskapet Staffordshire Gult: Enhetskommunen Stoke-on-Trent |
| 8  | Lichfield               | Staffordshire           | Rött: Administrativa grevskapet Staffordshire Gult: Enhetskommunen Stoke-on-Trent |
| 9  | Tamworth                | Staffordshire           | Rött: Administrativa grevskapet Staffordshire Gult: Enhetskommunen Stoke-on-Trent |